# Gleditschien
Die Gleditschien (Gleditsia), auch Lederhülsenbäume genannt, sind eine Pflanzengattung in der Unterfamilie der Caesalpinioideae innerhalb der Familie der Hülsenfrüchtler (Fabaceae). Die 12 bis 14 Arten sind in den gemäßigten und subtropischen Regionen Nord- und Südamerikas sowie in Teilen des gemäßigten und subtropischen Asiens und im tropischen Afrika verbreitet.

## Beschreibung

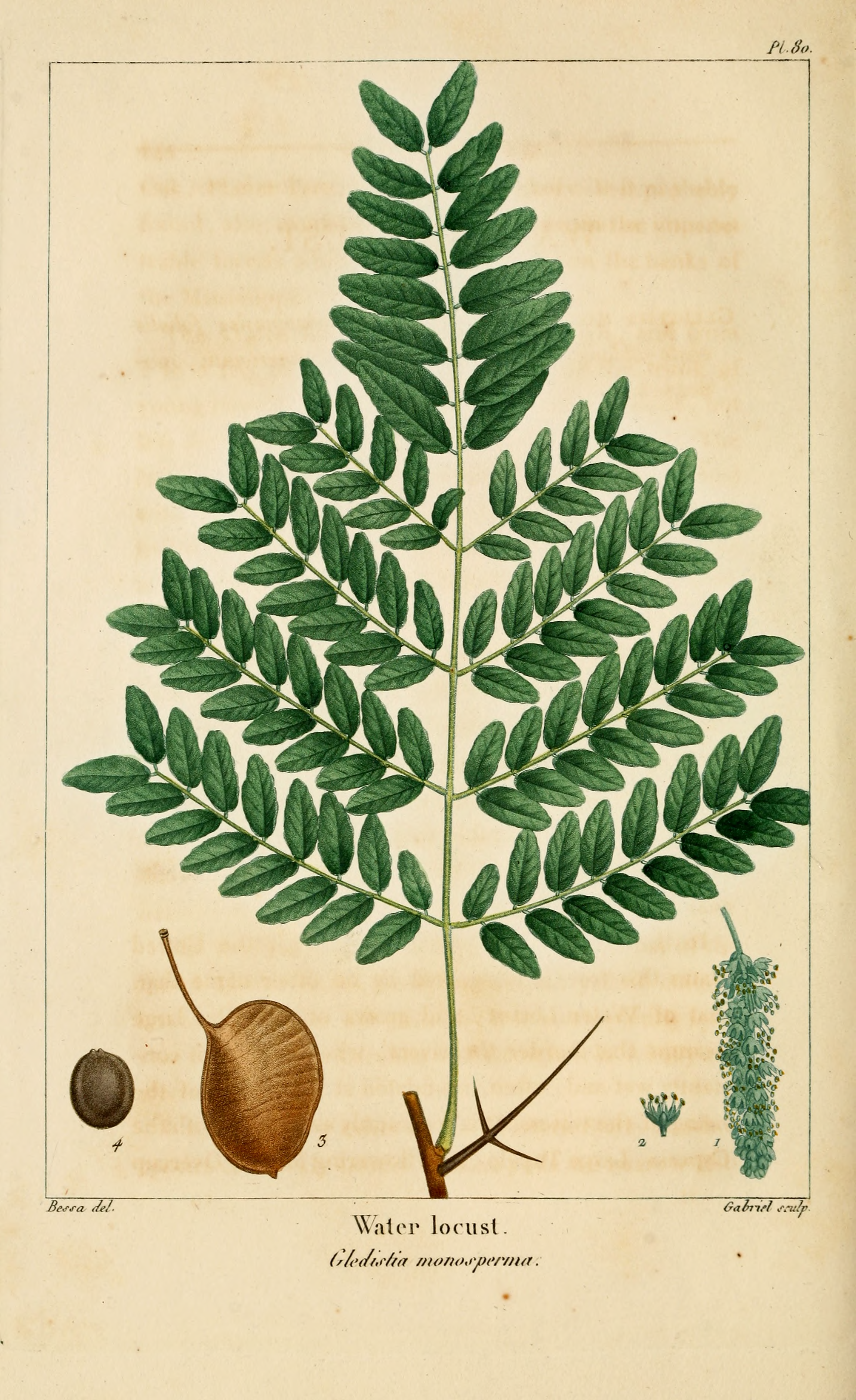
Illustration von Gleditsia aquatica

### Vegetative Merkmale
Gleditsia-Arten wachsen als sommergrüne Bäume, die sich durch eine weit ausladende Gestalt auszeichnen. Sie ähneln damit den Robinien, mit denen sie jedoch nicht näher verwandt sind. Die meisten Gleditschien-Arten tragen starke einfache oder verzweigte Dornen am Stamm und an den Ästen.
Die Laubblätter der Gleditschien sind an Kurztrieben einfach-, an Langtrieben aber doppelt-gefiedert; sie stehen gegenständig. Die Nebenblätter sind klein.

### Generative Merkmale
Die Arten sind einhäusig monözisch oder zweihäusig diözisch, wobei jeweils verschiedene Formen vorkommen können, seltener sind sie zwittrig. Die Blüten stehen in traubigen, zymösen oder büscheligen Blütenständen zusammen mit Hochblättern. Die unauffälligen Blüten sind zwittrig oder (funktionell) eingeschlechtig und drei- bis fünfzählig. Es ist ein Blütenbecher vorhanden. Die drei bis fünf Kelchblätter sind verwachsen. Die drei bis fünf (für Schmetterlingsblütler eher unüblich:) fast gleichgeformten, kleinen Kronblätter sind grünlich oder weißlich. Die sechs bis zehn Staubblätter oder Staminodien sind frei. In männlichen Blüten ist ein Fruchtblatt rudimentär oder nicht vorhanden. Je Blüte ist nur ein mittelständiges, fertiles Fruchtblatt vorhanden, das viele bis nur zwei Samenanlagen enthält. Der Griffel ist kurz. Es ist ein Diskus vorhanden.
Wesentlich auffallender als die Blüten sind die großen, platten, hängenden Hülsenfrüchte, die zu dem Namen „Lederhülsenbaum“ geführt haben. Sie enthalten ein süßes, essbares Fruchtfleisch und bis zu mehr als 25 festschalige Samen.

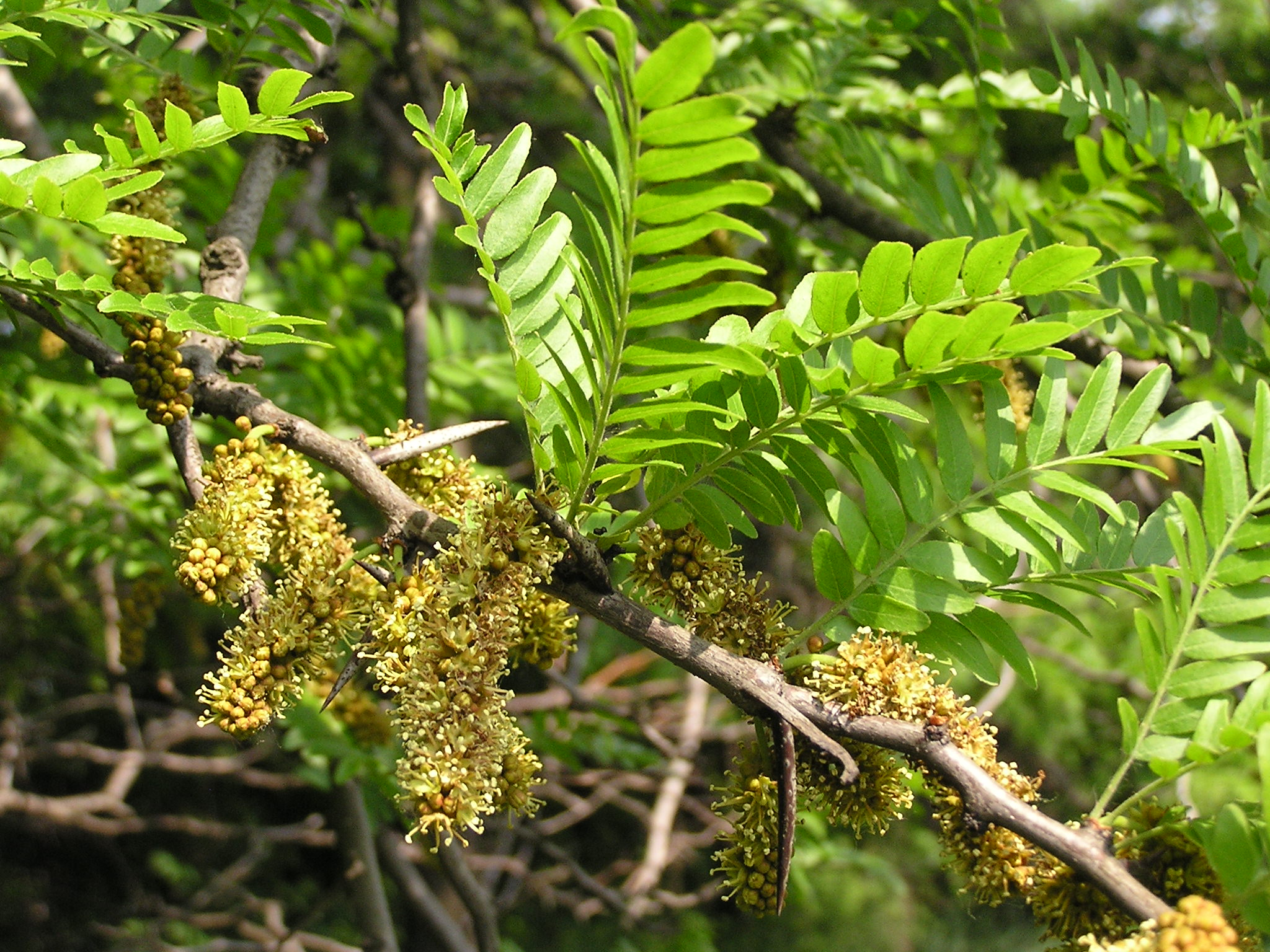
Amerikanische Gleditschie (Gleditsia triacanthos) mit der einfach-gefiederten Belaubung der Kurztriebe und den unauffälligen, süß duftenden Blüten

## Systematik
Der Gattungsname Gleditsia ehrt den deutschen Botaniker Johann Gottlieb Gleditsch. Synonyme für Gleditsia L. sind: Gamwellia Baker, Garugandra Griseb., Gleditschia Scop.
Die Gattung Gleditsia gehört zur Tribus Caesalpinieae in der Unterfamilie Caesalpinioideae innerhalb der Familie der Fabaceae.
Die Gattung Gleditsia enthält 12 bis 14 Arten (Auswahl):
- Gleditsia amorphoides (Griseb.) Taub.
- Gleditsia aquatica Marshall
- Gleditsia australis Hemsl.: Sie kommt in Vietnam und in den chinesischen Provinzen Guangdong sowie Guangxi vor.[1]
- Kaspische Gleditschie (Gleditsia caspica Desf.)
- Gleditsia fera (Lour.) Merr. (Syn.: Gleditsia rolfei Vidal): Sie kommt in Vietnam, in Laos, in Taiwan und in den chinesischen Provinzen Fujian, Guangdong, Guangxi, Hunan sowie Jiangxi und vielleicht auch in Guizhou, Hainan oder Yunnan vor.[1]
- Japanische Gleditschie (Gleditsia japonica Miq.)
- Gleditsia microphylla Gordon ex Y.T.Lee: Sie kommt in den chinesischen Provinzen Anhui, Hebei, Henan, Jiangsu, Shaanxi, Shandong sowie Shanxi und vielleicht auch Guizhou vor.[1]
- Chinesische Gleditschie (Gleditsia sinensis Lam., Syn.: Gleditsia macracantha Desf.)
- Amerikanische Gleditschie (Gleditsia triacanthos L.)

Es gibt Hybriden (Auswahl):
- Gleditsia ×texana Sarg. = Gleditsia triacanthos × Gleditsia aquatica

Nicht mehr zur Gattung gehört:
- Gleditsia africana Welw. ex Benth. ⇒ Erythrophleum africanum (Welw. ex Benth.) Harms

## Anpflanzung im Stadtraum
Gleditschien tolerieren Hitze, treiben relativ spät aus, bilden eine ausladende, schattenspendende Krone und werfen nicht so große Früchte wie Kastanien ab.
In Wien beschatten sie die Mariahilfer Straße und sollen ab 2022 in Vöcklabruck (ebenfalls Österreich) mit anderen Arten ein grünes Band vom Stadtplatz via Salzburgerstraße bis zum Bildungscampus bilden.